# Pintor (construção civil)

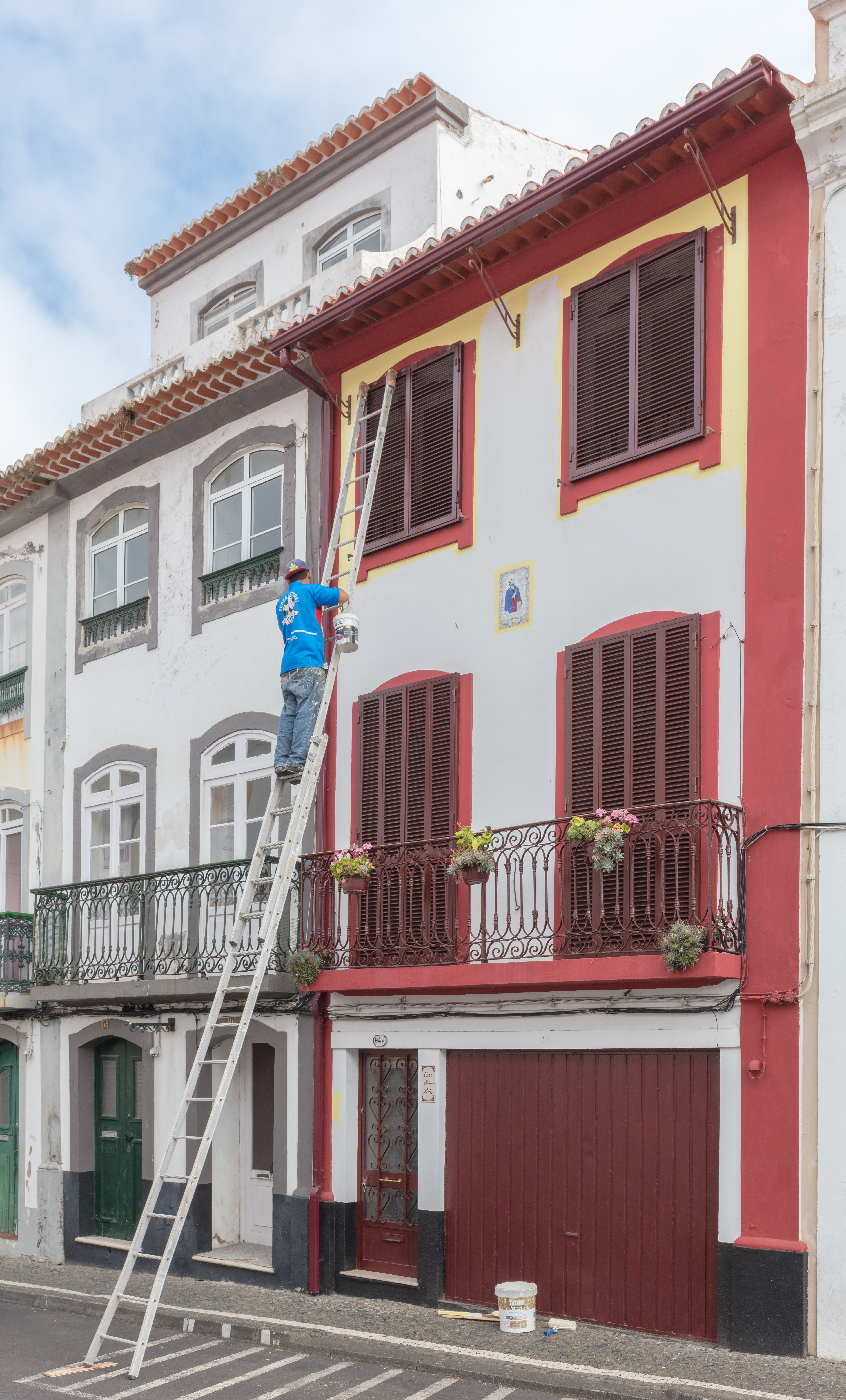
Pintor em Angra do Heroísmo (Terceira, Açores)

Pintor, em construção civil e decoração, é o profissional responsável pela proteção e decoração de paredes e outras superfícies mediante aplicação de tinta. A aplicação de tintas na construção, têm como proposito melhorar os aspetos estéticos dos edifícios, e a sua proteção contra os efeitos da água, corrosão, insetos e fungos (bolores).
Atualmente os pintores de construção civil, desenvolvem a sua profissão em algumas áreas específicas como:
- Pintura de exteriores;
- Pintura de interiores;
- Pintura decorativa.

No mercado existem inúmeras empresas que desenvolvem a atividade de pintura de construção civil. A grande maioria destas empresas são empresas multisserviços de construção.